# Tentazione di Adamo ed Eva (Masolino)

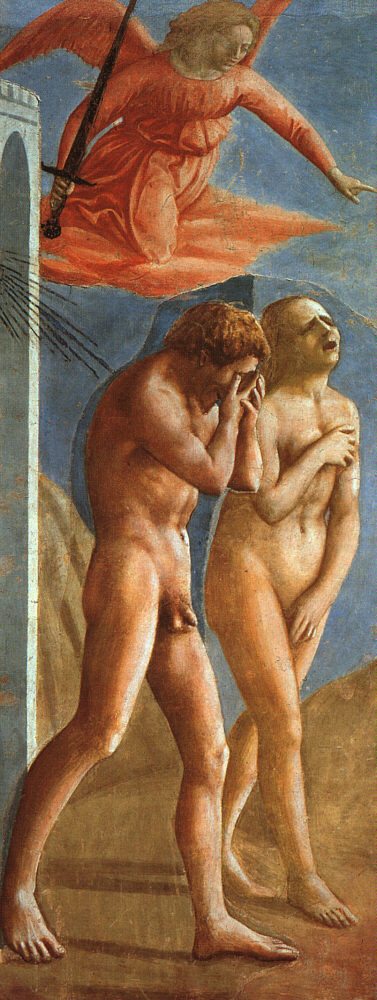
Espulsione dall'Eden di Masaccio

La Tentazione di Adamo ed Eva o Peccato originale è un affresco di Masolino che decora la Cappella Brancacci nella chiesa di Santa Maria del Carmine a Firenze. L'opera, databile al 1424-1425 circa (260x88 cm), e ritrae una famosa scena dell'Antico Testamento, ovvero la caduta in tentazione di Adamo ed Eva da parte del serpente demoniaco, dal libro della Genesi.

## Storia
Gli affreschi della Cappella Brancacci sono un enigma per gli studiosi nella mancanza di documentazione ufficiale. Commissionati forse a Masolino, che aveva come aiutante il più giovane Masaccio, si sa solo che, tramite testimonianze indirette, dovevano essere iniziati nel 1424 e che nel 1425 vennero portati avanti dal solo Masaccio per la partenza di Masolino per l'Ungheria. 
Nel 1642 le figure dei progenitori vennero coperte da sovrapinture di foglie di fico. Questa scena, salvata dalla ridipintura barocca della volta, ne uscì annerita dall'incendio del 1771 che distrusse gran parte della basilica. Solo con il restauro del 1983-1990 si è potuta riscoprire la brillante cromia originale e sono state eliminate le ridipinture. 

## Descrizione
Il ciclo inizia proprio con questa scena, che si trova a destra in un riquadro alto e stretto sullo spessore dell'arcone che delimita la cappella. Questa scena e quella simmetrica sul lato opposto (la Cacciata dall'Eden di Masaccio) sono gli antefatti della storia. 
L'affresco mostra Adamo accanto ad Eva in piedi, che si guardano con misurati gesti mentre lei sta per addentare il frutto proibito, che il serpente le ha appena offerto dall'albero dove essa appoggia il braccio. Il serpente è avvolto sull'albero e si sporge in alto per sincerarsi che la donna addenti il frutto. Esso ha una testina dotata di una folta capigliatura bionda, molto idealizzata. Eva sta tentando Adamo affinché anche lui addenti il frutto, sempre sotto l'influsso del serpente.

## Stile
Si tratta di una scena aulica, impostata nei gesti e nello stile al clima "cortese" del tardogotico. Un tempo questo influsso era accentuato ancora maggiormente dalla ricchezza quasi calligrafica di fogliami e di erbe nello sfondo oggi sono scomparsi, ma testimoniati dalle incisioni di Tommaso Piroli (1775 circa) e di Carlo Lavinio (1814-1830).
La luce, che modella le figure senza asprezze, è morbida e avvolgente, e pare quasi che essi stessi emanino un diffuso bagliore, non esistendo una fonte di luce precisa; lo sfondo scuro fa risaltare la loro sensuale plasticità, lasciandole come sospese nello spazio. I rapporti tra i loro gesti sono governati dal ritmo, come è chiaro ad esempio nella posa delle braccia. I volti sono generici e le espressioni indefinite, che non esprimono alcun sentimento in particolare.
Soprattutto la figura di Adamo però mostra l'adesione a un certo canone di bellezza classicista, con uno sforzo di correttezza anatomica memore dell'antico.
Le differenze di stile tra l'Adamo ed Eva di Masolino e quelli della Cacciata di Masaccio sono dopotutto perfette per rappresentare la differenza della condizione umana prima e dopo il peccato originale. Per questo l'Eden di Masolino è idilliaco, quello di Masaccio spaventosamente perduto. Quasi certamente fu una scelta consapevole dei due pittori quella di dividersi le due scene: tanto fu idealizzata la prima, quanto la seconda realistica.